# 矢野沙紀
矢野 沙紀（やの さき、1990年10月15日 - ）は、日本の元AV女優。富山県出身。ヴァンキッシュ所属。

## 略歴
- 2011年2月に「新人 矢野沙紀」でデビュー。[1]。
- 2012年1月の「マグロ女×レイプ陵辱」で引退した。

## 人物
- 趣味、特技は書道、ネイル
- キャッチフレーズは「富山発!稀有の天然素材美少女デビュー!」
- 初体験は17歳の時。相手は同じ年の男。経験人数は5人。[2]

## 作品

### アダルトビデオ
- 新人 矢野沙紀（2011年2月16日、マキシング）
- 初!強制イカセ洗礼（2011年3月16日、マキシング）
- ザーメン面汚し顔射洗礼（2011年4月16日、マキシング）
- おマ●コ悶絶突貫工事（2011年5月16日、マキシング）
- MAXING半期ベスト完全保存版 9（2011年5月16日、マキシング）他出演:吉沢明歩、藤井レイナ、西野ちな、つぼみ、木下柚花、小沢アリス、月野りさ、椎名ひかる、福山さやか、ましろ杏、長澤あずさ、横山みれい、西山希、森ななこ、麻木りあ、立花さや
- 隣のキレイな潮吹きお姉さん。（2011年6月16日、マキシング）
- 痴漢レイプされまくる天然ドM美女 （2011年7月16日、マキシング）
- 犯られまくる淫乱ドM女教師 （2011年8月16日、マキシング）
- イキまくる絶頂女神。（2011年9月16日、マキシング）
- 麗しの美人若妻 ～義父にレイプされた私～ （2011年10月16日、マキシング）
- ボンテージQUEEN×矢野沙紀（2011年11月16日、マキシング）
- 美人スチュワーデスのウラ事情。 （2011年12月16日、マキシング）
- マグロ女×レイプ陵辱 矢野沙紀 （2012年1月16日、マキシング）